# Tarec Saffiedine
Tarec Robert Saffiedine, född 6 september 1986 i Bryssel, är en belgisk MMA-utövare som sedan 2014 tävlar i organisationen Ultimate Fighting Championship.